# Maajid Nawaz

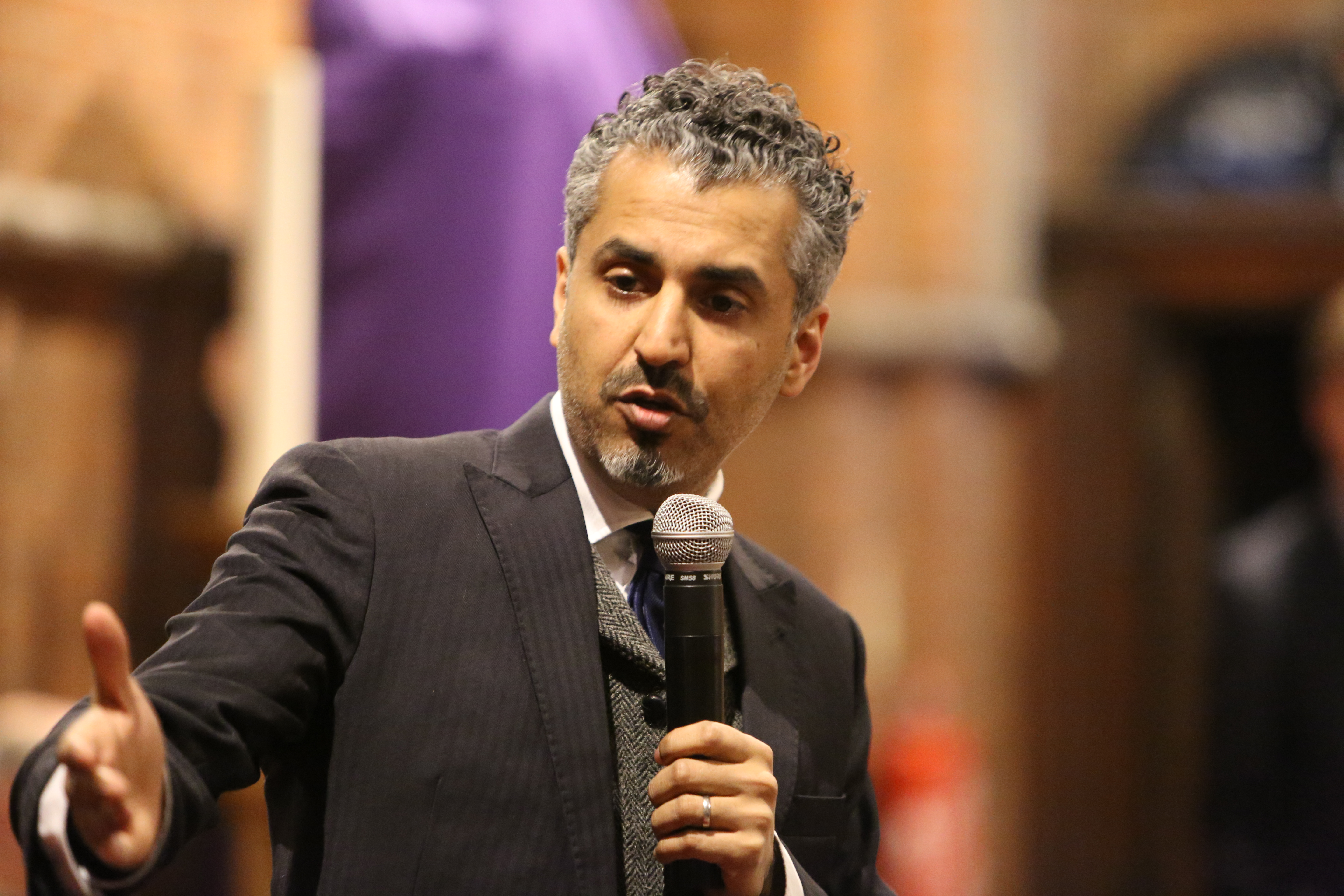
Maajid Nawaz.

Maajid Usman Nawaz (Urdu: ماجد نواز, IPA: ˈmaːdʒɪd̪  naːwa:z) (Essex, 2 november 1977) is een Britse activist, auteur, columnist en politicus. Hij was kandidaat voor de Liberal Democrats in het Londense district Hampstead and Kilburn tijdens de Britse Lagerhuisverkiezingen 2015. Hij is ook medeoprichter en voorzitter van Quilliam, een contra-extremismedenktank die het islamisme intellectueel wil bestrijden.
Nawaz is een voormalig lid van de radicale islamistische groep Hizb ut-Tahrir. Vanwege zijn lidmaatschap werd hij in december 2001 in Egypte gearresteerd, waar hij gevangen zat tot 2006. Doordat hij boeken las over mensenrechten en omging met Amnesty International, dat hem als gewetensgevangene had aangenomen,  veranderde hij van gedachten. Hierdoor verliet Nawaz Hizb-ut-Tahrir in 2007, nam afstand van zijn verleden als islamist en pleitte voor een "seculiere islam".
In zijn autobiografie Radical (2012) beschreef Nawaz hoe hij deradicaliseerde van islamist tot vrijzinnig moslim. In Islam and the Future of Tolerance (2015) gaat hij de dialoog aan met de nieuw-atheïstische auteur en neurowetenschapper Sam Harris om ondanks hun theologische meningsverschillen te zoeken naar een manier om de islam te hervormen zodat zij moderne waarden en mensenrechten zal omarmen. Ze uiten allebei kritiek op "regressief links", het fenomeen waarbij links-georiënteerde westerse niet-moslims islamisme verdedigen onder het mom van cultuurrelativisme.

Wat is islamisme? De islam is een religie; islamisme is de wens om eender welke versie van de islam aan de samenleving op te leggen. Het is de politisering van mijn eigen religie. Wat is jihadisme? Het gebruik van geweld om islamisme te verspreiden.
—  Maajid Nawaz

In 2016 plaatste het Southern Poverty Law Center uit de Verenigde Staten Nawaz op hun Haat-lijst als een anti-Moslim extremist. In 2018, na 2 jaar juridische procedures, boden ze hun excuses aan met een schadevergoeding van iets meer dan 3 miljoen USD.

## Boeken
- Nawaz, Maajid (2012). Radical: My Journey out of Islamist Extremism. WH Allen. ISBN 978-0-7535-4077-0.
- Maajid Nawaz & Sam Harris (2015). Islam and the Future of Tolerance. Harvard University Press. ISBN 978-0-674-08870-2.